# Basado en Hechos Reales
Basado en Hechos Reales es el sexto y último álbum de estudio de la banda de metal Carajo, que fue lanzado en 2019. El primer corte de difusión del álbum fue la canción «Advertencia», seguido por «Denso» y «Fin al dolor».

## Lista de temas
1. «Haciendo historia»
2. «Advertencia»
3. «¿Quién vendrá detrás?»
4. «Denso»
5. «O.D.I.O. (otro día intentando olvidar)»
6. «La locura de los genios»
7. «Fin al dolor»
8. «Cenizas»
9. «Lo mejor de mí»
10. «El manual de las derrotas»
11. «Perfecto regalo»
12. «A cara de perro»
13. «Confianza ciega»
14. «Soltar»